# Fellhornbahn
De Fellhornbahn is een kabelbaancomplex op de flanken van de Fellhorn in de Allgäuer Alpen bij de Duits-Oostenrijkse grens. De banen brengen, met een tussenstation, toeristen vanuit het Stillachtal nabij het dorpje Oberstdorf in de Zuid-Duitse streek Allgäu naar het bergstation op 1.975 meter hoogte. 
In 1972 werd het eerste gedeelte geopend. In 1973 volgde de opening van de Fellhorn-Gipfelbahn. In 2006 werd parallel aan het eerste segment een tweede kabelbaan geopend, wat het totaal aantal banen op drie bracht.